# Championnat de France de basket-ball de deuxième division 1989-1990
Navigation
Saison précédente Saison suivante
La saison 1989-1990 du championnat de France de basket-ball de Nationale 1B est la 41e édition du championnat de France de basket-ball de deuxième division. C'est le deuxième plus haut niveau du championnat de France de basket-ball. Seize clubs participent à la compétition.
À la fin de la saison régulière, les deux premiers accèdent à la Nationale 1A, le premier est déclaré champion de France.
Les deux derniers descendent en NM2.
À la fin de la saison régulière, un barrage s'est déroulé sous forme de mini-championnat regroupant du 13e au 16e de N1A et du 3e au 6e de N1B, les deux premiers se maintiennent ou accèdent à la Nationale 1A.
Le 23 février 1990, le CA Saint-Étienne est placé en liquidation judiciaire et est exclu du championnat.

## Clubs participants[1]
| Clubs                 | Salles (Capacités)                                                      | Villes            |
| --------------------- | ----------------------------------------------------------------------- | ----------------- |
| Berck BCO             | Palais des Sports (4 500 places)                                        | Berck             |
| AS Chatou             | Complexe Marcel Cerdan (2 200 places) et Gymnase Paul Bert (900 places) | Poissy et Chatou  |
| UA Cognac BB          | Complexe des Vauzelles (2 500 places)                                   | Château bernard   |
| JDA Dijon             | Palais des sports Jean-Michel-Geoffroy (4 628 places)                   | Dijon             |
| ALM Évreux            | Salle Omnisports (3 000 places)                                         | Évreux            |
| SI Graffenstaden      | Salle Tivoli (1 500 places)                                             | Illkirch          |
| Rupella La Rochelle   | Salle Gaston Neveur (1 994 places)                                      | La Rochelle       |
| SCM Le Mans           | La Rotonde (6 000 places)                                               | Le Mans           |
| Levallois-Asnières BC | Palais des sports Marcel-Cerdan (3 000 places)                          | Levallois         |
| SLUC Nancy            | Palais des sports Jean Weille (4 500 places)                            | Nancy             |
| Avenir Rennes         |                                                                         | Rennes            |
| CA Saint-Étienne      | Stadium (2 500 places)                                                  | Saint-Étienne     |
| Salon BC              |                                                                         | Salon-de-Provence |
| ASA Sceaux            | Gymnase du Clos St. Marcel (1 500 places)                               | Sceaux            |
| RC Toulouse           | Salle Léo Lagrange (2 500 places)                                       | Toulouse          |
| Étoile Voiron         |                                                                         | Voiron            |

En italique, club n'ayant pas terminé la saison.

## Classement saison régulière[2]
| Rang | Équipe                  | Pts | J  | G  | P  | Pp   | Pc   | Diff |
| ---- | ----------------------- | --- | -- | -- | -- | ---- | ---- | ---- |
| 1    | SCM Le Mans (+1)        | 51  | 28 | 23 | 5  | 2734 | 2392 | 342  |
| 2    | JDA Dijon (-1)          | 51  | 28 | 23 | 5  | 2700 | 2406 | 294  |
| 3    | ALM Evreux              | 49  | 28 | 21 | 7  | 2679 | 2411 | 268  |
| 4    | Levallois-Asnières BC   | 48  | 28 | 20 | 8  | 2686 | 2556 | 130  |
| 5    | UA Cognac BB            | 47  | 28 | 19 | 9  | 2654 | 2477 | 177  |
| 6    | ASA Sceaux              | 44  | 28 | 16 | 12 | 2561 | 2496 | 65   |
| 7    | Berck BCO               | 43  | 28 | 15 | 13 | 3008 | 2942 | 66   |
| 8    | Rupella La Rochelle P   | 42  | 28 | 14 | 14 | 2801 | 2789 | 12   |
| 9    | Avenir Rennes           | 39  | 28 | 11 | 17 | 2566 | 2748 | -182 |
| 10   | AS Chatou P             | 38  | 28 | 10 | 18 | 2604 | 2733 | -129 |
| 11   | RC Toulouse             | 37  | 28 | 9  | 19 | 2378 | 2651 | -273 |
| 12   | Étoile Voiron (+7)      | 36  | 28 | 8  | 20 | 2715 | 2936 | -221 |
| 13   | SI Graffenstaden P (-7) | 36  | 28 | 8  | 20 | 2704 | 2889 | -185 |
| 14   | SLUC Nancy              | 35  | 28 | 7  | 21 | 2667 | 2822 | -155 |
| 15   | Salon BC                | 34  | 28 | 6  | 22 | 2623 | 2822 | -199 |

|     | Promotion en Nationale 1A           |
|     | Barrage Nationale 1A / Nationale 1B |
|     | Relégué                             |
| (P) | Promu 1989                          |

## Leaders saison régulière[2]
| Catégorie                  | Joueur          | Équipe              | Statistiques |
| -------------------------- | --------------- | ------------------- | ------------ |
| Points par match           | James Banks     | Berck BCO           | 33,8         |
| Rebonds par match          | Cedric Miller   | Berck BCO           | 13,6         |
| Passes décisives par match | Bruno Rodriguez | Étoile Voiron       | 9,8          |
| Interceptions par match    | Harold Keeling  | Rupella La Rochelle | 4,2          |
| Contres par match          | Doug Wallace    | SI Graffenstaden    | 2,4          |
| % aux lancer-francs        | David Henderson | JDA Dijon           | 86,3 %       |
| % à 3 points               | Linton Townes   | ALM Évreux          | 53,8 %       |

## Records individuels sur un match[3]
- Larry Lawrence (SCM Le Mans), 50 points contre Salon BC le 22/12/1989.

- Cedric Miller (Berck BCO), 22 rebonds contre Avenir Rennes le 9/12/1989.

- Bruno Hamm (SI Graffenstaden), 20 passes contre Rupella La Rochelle le 17/10/1989.

- Doug Wallace (SI Graffenstaden), 8 blocks contre JDA Dijon le 10/03/1990.